# Юшково (Московская область)

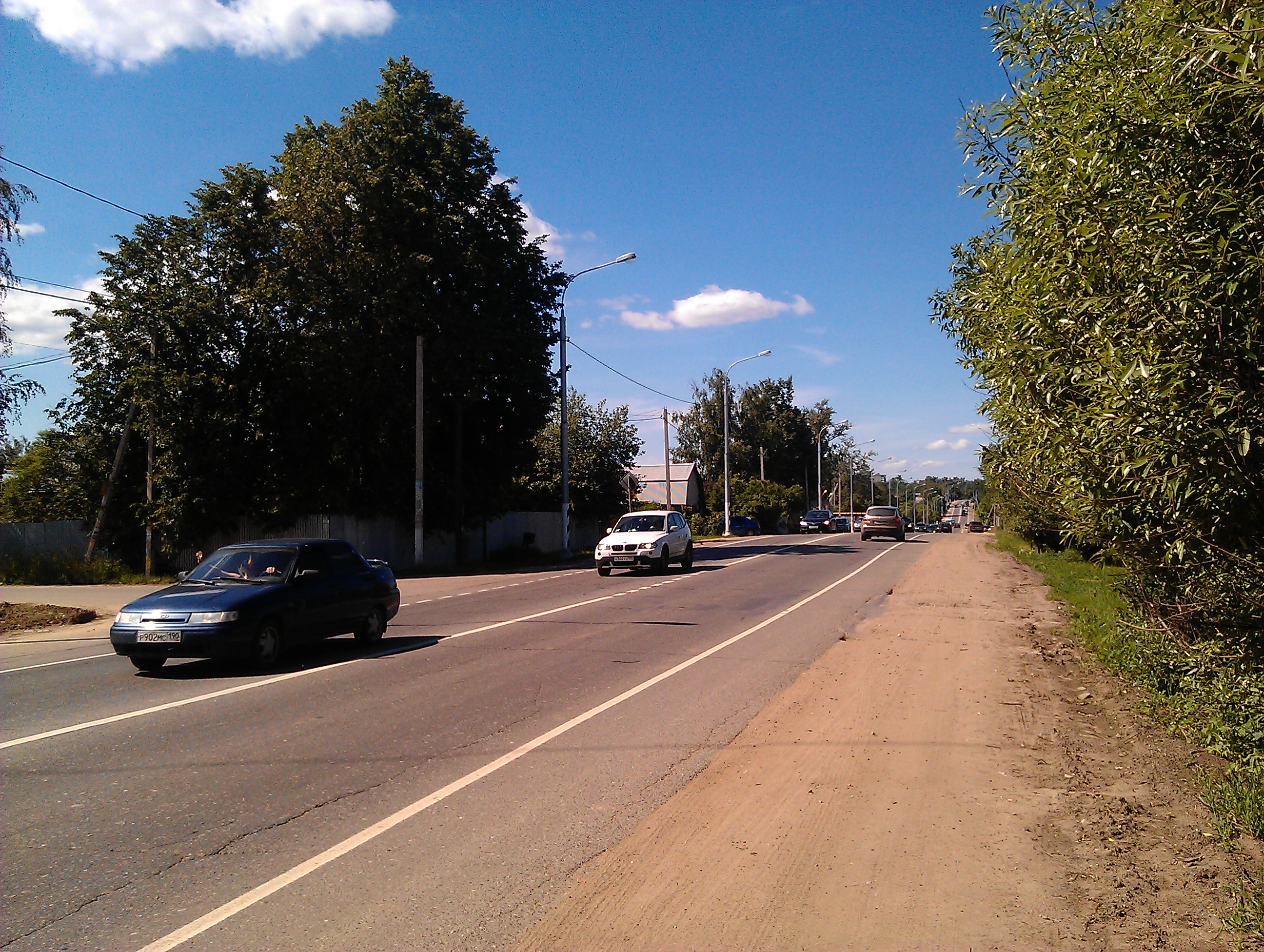

Юшково — деревня в Наро-Фоминском районе Московской области, в составе городского поселения Калининец. В деревне числятся 7 улиц и 4 садовых товарищества. До 2006 года Юшково входило в состав Петровского сельского округа.
Деревня расположена в северо-восточной части района, примерно в 22 км от Наро-Фоминска, на левом берегу реки Десна, высота центра над уровнем моря 174 м. Ближайшие населённые пункты — практически примыкающий с севера пгт Калининец, Петровское — на противоположном берегу реки и Бурцево в 0,5 км на юго-восток.
Во время Великой Отечественной войны 1 декабря 1941 года на кубинском направлении немецкое командование предприняло последнюю попытку прорваться к Москве. В этот день немцам удалось взять Юшково, но в ночь на 3 декабря они были выбиты оттуда, наступление было отражено. В бою за Юшково немцы потеряли до 200 человек убитыми, 18 танков и 15 артиллерийских орудий.

## Население
| 2002 | 2006 | 2010 |
| ---- | ---- | ---- |
| 106  | ↘57  | ↗64  |